# Сердюков, Анатолий Эдуардович
Анато́лий Эдуа́рдович Сердюко́в (род. 8 января 1962, Холмский, Краснодарский край) — российский государственный деятель, экономист, руководитель Федеральной налоговой службы (2004—2007), министр обороны Российской Федерации (2007—2012), директор авиационного комплекса «Ростех», председатель Совета директоров ПАО «Роствертол» (с 2017), председатель Совета директоров ПАО «Объединённая авиастроительная корпорация» (2019—2021), вице-президент Союза машиностроителей России (с 2019).

## Биография

### Ранние годы
Анатолий Эдуардович Сердюков родился 8 января 1962 года в посёлке Холмский, Абинский район, Краснодарский край.
В 1984 году окончил Ленинградский институт советской торговли.
В 1984—1985 годах ефрейтором прошёл срочную военную службу водителем отдельного батальона связи 85-й мотострелковой Ленинградско-Павловской дивизии Сибирского военного округа.
В 1985—1991 годах — заместитель заведующего секцией, заведующий секцией магазина № 3 Ленмебельторга (Ленинград).
В 1991—1993 годах — заместитель директора по коммерческой работе Ленмебельторга.
С 1993 года работал в АО «Мебель-Маркет» Санкт-Петербург заместителем генерального директора (1993), директором по маркетингу (1993—1995), генеральным директором (1995—2000).
В 2000 году второй женой Анатолия Сердюкова стала Юлия Похлебенина, дочь Виктора Зубкова (на тот момент бывшего руководителем управления Министерства Российской Федерации по налогам и сборам по Санкт-Петербургу). В том же году Сердюков перешёл на государственную службу, поочерёдно занимая ряд высших государственных должностей.

### Служба в Федеральной налоговой службе
С 2000 по 2001 годы был заместителем руководителя Межрайонной инспекции ФНС России № 1 по Санкт-Петербургу (специализированная, по работе с крупнейшими налогоплательщиками Санкт-Петербурга). В мае 2001 года назначен заместителем руководителя управления ФНС России по Санкт-Петербургу, а в ноябре 2001 года — руководителем этого управления. В 2002 году ему был присвоен классный чин государственного советника налоговой службы III ранга (Указ Президента РФ от 30.11.2002 г. № 1380).
В 2001 году окончил юридический факультет Санкт-Петербургского государственного университета.
С февраля 2004 года — руководитель управления МНС России по Москве.
2 марта 2004 года он назначен заместителем министра Российской Федерации по налогам и сборам. Через две недели, 16 марта 2004 года, стал исполняющим обязанности министра Российской Федерации по налогам и сборам. Распоряжением Правительства Российской Федерации от 27 июля 2004 года № 999 назначен руководителем Федеральной налоговой службы России. В 2004 году стал кандидатом экономических наук, тема диссертации: «Концепция и системная организация процесса формирования предпринимательских структур, ориентированных на потребителя».
Аналитики отмечают одну из решающих ролей Сердюкова в так называемом Деле ЮКОСа.
2006 год — доктор экономических наук, тема: «Формирование и реализация налоговой политики современной России».
В 2006 году заработал 1,25 млн рублей, заняв последнее место по уровню доходов среди членов Правительства Российской Федерации.

### Министр обороны Российской Федерации
С 15 февраля 2007 по 6 ноября 2012 года — гражданский Министр обороны Российской Федерации. А. Э. Сердюков назначен министром обороны РФ указом Президента РФ В. В. Путина № 177 от 15.02.2007. Распоряжением Правительства РФ № 201-р от 19.02.2007 он был освобождён от должности руководителя ФНС.

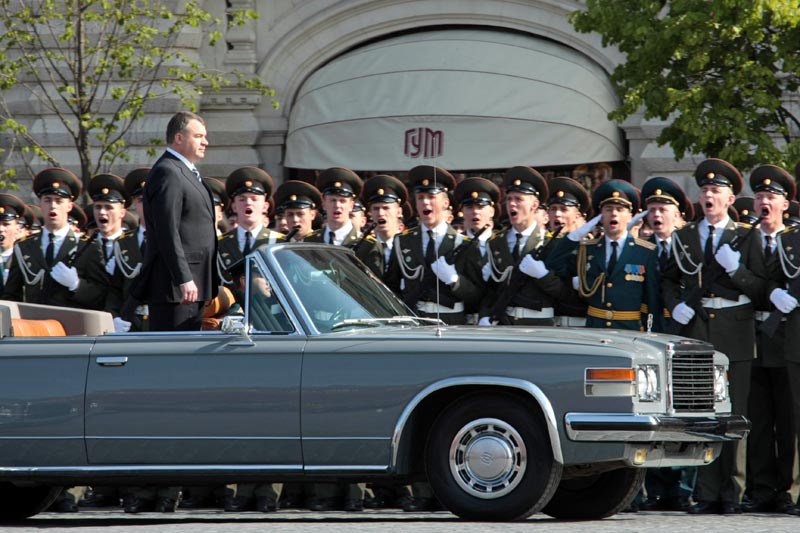
А. Э. Сердюков на параде Победы 9 мая 2008 года

Президент Российской Федерации В. В. Путин объяснил смысл такого кадрового решения тем, что в условиях реализации программы развития и перевооружения Вооружённых Сил Российской Федерации, связанной с расходованием «огромных бюджетных средств», «нужен человек с опытом работы в сфере экономики и финансов».
С именем Сердюкова связан запуск кардинальной реформы Вооружённых Сил Российской Федерации, придание им «нового облика». Катализатором, ускорившим принятие решения о реформе, стала война с Грузией в августе 2008 года. Опыт участия российских Вооружённых Сил в конфликте выявил массу проблем, связанных как с недостатками системы управления войсками, так и с устаревшим вооружением, снаряжением и средствами связи.
Официально о начале реформы Сердюковым было объявлено 14 октября 2008 года по завершении коллегии Минобороны России. Изменения коснулись всех основных элементов Вооружённых Сил Российской Федерации.
Основные направления реформы:
- Военно-административная реформа: Вместо шести военных округов созданы четыре оперативно-стратегических командования: «Запад», «Восток», «Центр» и «Юг» (Западный военный округ, Южный военный округ, Центральный военный округ и Восточный военный округ), в подчинение которых передаются основные группировки всех видов Вооружённых Сил Российской Федерации и родов войск[24];
- Реорганизация и сокращение органов центрального военного управления со значительным сокращением роли командований видами Вооружённых Сил Российской Федерации родами войск. Существенное сокращение численности Вооружённых Сил Российской Федерации, в том числе сокращение численности офицерских должностей[23];
- Реформа системы военного образования, предполагающая укрупнение и трансформацию 65 военных учебных заведений в десять системных военных вузов; создание военных учебно-научных центров, реализующих образовательные программы различных уровней, профилей и специальностей[25][26];
- Реорганизация системы резерва и системы подготовки резервистов[23];
- Перевод Сухопутных войск на бригадную основу с упразднением дивизионного и полкового звена. Ликвидация скадрованных соединений Сухопутных войск и превращение всех соединений в силы постоянной готовности[23];
- Реорганизация Военно-воздушных сил и ПВО с упразднением армий, корпусов, дивизий и авиационных полков и переход на систему авиационных баз и бригад воздушно-космической обороны[23];
- Перевод на аутсорсинг (обслуживание гражданскими организациями) системы обеспечения и обслуживания ВС России[27];
- Гуманизация условий прохождения службы по призыву (легализация пользования мобильными телефонами[28], переход на 5-дневную рабочую неделю[27], расширение взаимодействия с гражданскими организациями[29]);
- Запуск программы перевооружения. Оснащение Вооружённых Сил Российской Федерации новейшими образцами вооружения и военной техники, в том числе зарубежного производства. На эти цели в период 2011—2020 планировалось потратить 19 трлн рублей (613 млрд долларов)[30].

Одной из инициатив Сердюкова стала разработка новой военной формы, отвечающей современным требованиям. На создание новой формы из бюджета было выделено 100 млн рублей, полностью перейти на новое обмундирование планировалось в 2011 году с общими затратами на переход не более 5,5 млрд рублей. В разработке формы помимо профильных организаций — Центрального научно-исследовательского института текстильной промышленности, Центрального научно-исследовательского института кожи и обуви и геральдического отдела Министерства обороны Российской Федерации — участвовали дома моды Валентина Юдашкина и Игоря Чапурина. Особенностями новой формы является замена сапог и портянок на ботинки и применение новых материалов и раскраски «Цифра», снижающих заметность военнослужащего на поле боя в видимом и тепловом диапазонах. В настоящее время[когда?] новое обмундирование уже используется во многих частях Минобороны России, однако после полевых испытаний и ряда критических замечаний экспертов из обмундирования уже исключены некоторые декоративные элементы. Вместе с тем критики отмечают, что после запуска формы в массовое производство значительно ухудшилось её качество.
С 2007 по 2012 год был председателем наблюдательного совета государственной корпорации «Ростехнологии».
26 марта 2007 года избран председателем совета директоров одного из градообразующих предприятий г. Волгограда ОАО «Химпром». В настоящее время на предприятии закрыты все производственные цеха, сотрудники уволены, а само оно находится в стадии окончательной ликвидации.
С 9 апреля 2007 года — постоянный член Совета Безопасности Российской Федерации.
8 мая 2007 года Сердюков снял гриф «секретно» с документов РККА и РККФ за период Великой Отечественной войны.
За время работы на посту министра обороны Российской Федерации Сердюков осуществил масштабные кадровые перестановки в высшем военном руководстве. Сменились практически все заместители министра обороны, главкомы видов Вооружённых сил, командующие родами войск, а также военных округов и флотов. Наиболее знаковыми стали отставки главы Генштаба Вооружённых Сил Российской Федерации, генерала армии Юрия Балуевского, замминистра обороны Российской Федерации по финансам Любови Куделиной, замминистра обороны Российской Федерации по тылу генерала армии Владимира Исакова, главкома ВМФ адмирала флота Владимира Масорина, командующего РВСН генерал-полковника Николая Соловцова, начальника Главного разведывательного управления Генштаба Вооружённых Сил Российской Федерации, генерала армии Валентина Корабельникова, главкома Сухопутных войск генерала армии Владимира Болдырева, начальника Главного управления воспитательной работы (ГУВР) Вооружённых сил Российской Федерации генерал-лейтенанта Анатолия Башлакова. Уже к концу первого полугодия 2008 года кадровый состав заместителей и начальников служб главы Минобороны России обновился более чем на 70 %.
Экспертами отмечаются две характерные черты кадровой политики Сердюкова: стремление к омоложению высшего командного состава и ставка на гражданских специалистов. К 2011 году из десяти заместителей министра обороны военными были только двое — начальник Генштаба Вооружённых Сил Российской Федерации Николай Макаров и генерал-полковник Дмитрий Булгаков, курирующий вопросы материально-технического обеспечения Вооружённых Сил Российской Федерации.
18 сентября 2007 года Сердюков подал прошение об отставке из-за родственных связей с назначенным председателем правительства России Виктором Зубковым. Однако Путин отставку не принял. 24 сентября стал известен новый состав правительства, в котором за Сердюковым был сохранён портфель Министра обороны Российской Федерации.
Вступая в должность, одним из ключевых приоритетов своей деятельности Сердюков обозначил реализацию программы обеспечения военнослужащих жильём. Согласно плану Минобороны, ликвидация очереди и переход на обеспечение военнослужащих жильём в год признания их нуждающимися в нём должно было произойти к 2013 году.
С 23 июля 2009 до 30 июня 2011 года — председатель совета директоров ОАО «Оборонсервис».
Согласно обнародованным в 2010 году сведениям о доходах членов Правительства Российской Федерации, за 2009 год Сердюков заработал 2 767 768 рублей. В результате министр обороны разделил по уровню доходов в правительстве последнее место с главой МВД России Рашидом Нургалиевым.
9 мая 2011 года, во время Парада на Красной площади, посвящённого 66-й годовщине победы в Великой Отечественной войне, принимающий парад министр обороны Сердюков и верховный главнокомандующий президент России Д. А. Медведев сидели, а не стояли. Прежде подобного не было ни на одном параде, что вызвало критику в обществе.
В конце октября 2012 года в прессе появилась информация о крупном коррупционном скандале вокруг ОАО «Оборонсервис», сотрудников которого правоохранительные органы уличили в махинациях при реализации непрофильных военных активов, в том числе здания «Мосвоенторга». Предварительный ущерб, нанесённый государству, от продажи только восьми объектов недвижимости составил более 3 млрд руб. Следствие уверено в том, что решения о продаже столь ценных активов не могли приниматься без ведома Сердюкова.
Ряд фигурантов дела, как выяснилось в ходе расследования, были давно знакомы с Сердюковым и поддерживали с министром обороны весьма близкие отношения. Свидетелем по делу проходила глава департамента имущественных отношений Минобороны (до лета 2012 года) Евгения Васильева, при обыске в 4-комнатной квартире которой утром 25 октября 2012 года присутствовал Сердюков. Газета «Коммерсант» указывает, что он является соседом Васильевой по самому дорогому дому в Москве, расположенному по адресу Молочный переулок, дом 6, а отношения между обоими фигурантами дела характеризует как «близкое знакомство».
6 ноября 2012 года Путин отправил Сердюкова в отставку. Причина отставки, по разъяснению Путина, заключалась в неспособности Сердюкова справляться с управлением собственностью министерства обороны, а также в том, чтобы обеспечить чистоту расследования. Новым министром обороны Российской Федерации назначен С. К. Шойгу.
После отставки Сердюков, как бывший постоянный член Совета Безопасности Российской Федерации и секретоноситель, в соответствии с законом пожизненно пользуется государственной охраной, транспортным обслуживанием и «мигалкой».

## Расследование
22 ноября 2012 года в ходе расследования дела «Оборонсервиса» проведены 18 обысков в коттеджах бывших высших чиновников Минобороны России. Обыск проведён и в коттедже Сердюкова, находящемся на территории санатория-профилактория «Подмосковье» Федеральной налоговой службы в курортной зоне Аксаково Мытищинского района на Учинском водохранилище в 15 км от МКАД по Дмитровскому шоссе. 20 декабря 2012 года Путин на пресс-конференции заявил, что при наличии оснований Сердюков будет привлечён к уголовной ответственности и его будут судить, невзирая на прошлые заслуги и регалии.
В декабре 2012 года находящийся в СИЗО бывший глава юридической службы ООО «МИРА» Дмитрий Митяев рассказал следствию, что Сердюков лично выпускал директиву и давал указания членам совета директоров «Оборонсервиса», в который входили сам министр обороны и его подчинённая Евгения Васильева, как голосовать по вопросу продажи того или иного военного имущества. Ценные показания на Сердюкова дала также другая обвиняемая, экс-глава Центра правовой поддержки «Эксперт» Екатерина Сметанова, которая подбирала покупателей для реализуемого по заниженным ценам имущества Минобороны РФ. По данным «Известий», Сердюков лично утверждал план реформирования холдинга «Оборонсервис»; этим документом устанавливались сроки ликвидации и приватизации предприятий ведомства с нарушением закона.
28 декабря 2012 года Сердюков на допросе в следственном комитете назвал себя полковником запаса и отказался давать показания по делу о хищениях в «Оборонсервисе», сославшись на отсутствие заболевшего адвоката. Допрос был перенесён на 11 января 2013 года. Тогда Сердюков в сопровождении адвоката Генриха Падвы явился на допрос в СК России, где письменно представил свою версию продажи имущества Минобороны, но от дачи показаний отказался. По делу «Оборонсервиса» бывший министр обороны проходил в качестве свидетеля.
12 января 2013 года стало известно, что в процессе доследственной проверки оперативники установили, что Минобороны России при Сердюкове активно способствовало развитию бизнеса зятя министра, Валерия Пузикова — мужа сестры Галины. В ходе проверки установлена прямая заинтересованность Сердюкова в финансировании строительства дороги к базе отдыха «Житное» в дельте Волги, принадлежащей его зятю, за счёт бюджетных средств. Сердюков проводил в «Житном» всё лето, занимался рыбалкой и принимал высокопоставленных гостей, включая Путина и Медведева. В конце января 2013 года Главное военное следственное управление (ГВСУ) СК России возбудило уголовное дело по статье «злоупотребление должностными полномочиями» при строительстве автодороги к даче зятя Сердюкова.
19 февраля 2013 года, будучи вызванным на допрос вместе с Е. Васильевой, вновь отказался давать показания в СК России и помогать следствию в расследовании преступлений.
12 марта 2013 года в Главном военном Следственном управлении СК России Сердюков дал показания на 11 листах по уголовному делу о привлечении военнослужащих к строительству дороги к базе отдыха «Житное». Благоустройство собственности своего зятя силами Минобороны России Сердюков письменно объяснил «заботой о полноценном отдыхе бойцов зенитно-ракетных войск ПВО, несущих тяжёлую, а порой и опасную службу на находящемся неподалёку полигоне Ашулук».
23 июля 2013 года допрошен Следственным комитетом Российской Федерации на предмет продажи при участии Сердюкова его родственнику за бесценок старинного особняка на территории Таврического дворца Санкт-Петербурга.
28 ноября 2013 года стало известно, что Следственный комитет Российской Федерации возбудил в отношении Сердюкова уголовное дело по признакам преступления, предусмотренного ч.1 ст.293 УК РФ (халатность).
6 декабря 2013 года предъявлено обвинение в халатности, повлёкшей причинение крупного ущерба (ч.1 ст.293 УК РФ). Сердюков вину не признал, от дачи показаний отказался.
В феврале 2014 года главное военное следственное управление Следственного комитета России решило прекратить следствие в отношении Сердюкова, так как он попадал под амнистию к 20-летию Конституции Российской Федерации, будучи признан «защитником отечества», главная военная прокуратура подтвердила правомочность такого решения.
В июне 2014 года главная военная прокуратура целиком закрыла уголовное дело, по которому он проходил в одном из эпизодов. Помимо самого бывшего министра обороны, в разбитом на два эпизода деле фигурировало несколько человек. Решение было принято ГВСУ, прокуратура его поддержала.

## Продолжение карьеры
- 14 ноября 2012 года в СМИ появилась информация о том, что Сердюков будет назначен советником гендиректора государственной корпорации «Ростехнологии» С. Чемезова, с которым экс-министра обороны, по данным прессы, связывают не самые дружественные отношения[85][86]. Через сутки пресс-служба госкорпорации «Ростехнологии» опровергла слухи об этом назначении[87]. 22 ноября 2012 года стало известно, что Сердюков покинул пост главы наблюдательного совета корпорации «Ростехнологии», а на его место указом президента России назначен Денис Мантуров[34].
- C 1 ноября 2013 года назначен генеральным директором Федерального исследовательского испытательного центра машиностроения («ФИИЦ М»[88][89]; центр входит в госкорпорацию «Ростехнологии», куда Сердюков пытался трудоустроиться вскоре после отставки). Некоторые депутаты Государственной думы РФ назвали назначение Сердюкова прямым вызовом обществу[90]. Пресс-секретарь Путина Д. Песков заявил, что Кремль не имел никакого отношения к новому назначению Сердюкова[91].
- 29 октября 2015 года назначен на должность индустриального директора по авиационному кластеру государственной корпорации «Ростех»[92].
- 11 декабря 2015 года вошёл в совет директоров холдинга «Вертолёты России»[93] (входит в состав ГК «Ростех»)[94].
- С 10 мая 2016 года — председатель ТСЖ «Молочный-6», управляющего одним элитным клубным домом из шести квартир (две из которых принадлежат Сердюкову, три — его сестре Галине Пузиковой[95][96])[97].
- В 2017 году избран председателем совета директоров ПАО «Роствертол» и членом правления ПАО «Объединённая авиастроительная корпорация» (ОАК).
- 8 мая 2019 года избран председателем совета директоров ОАК, под его руководством готовится реформа авиационной промышленности страны.

## Критика и выявленные нарушения

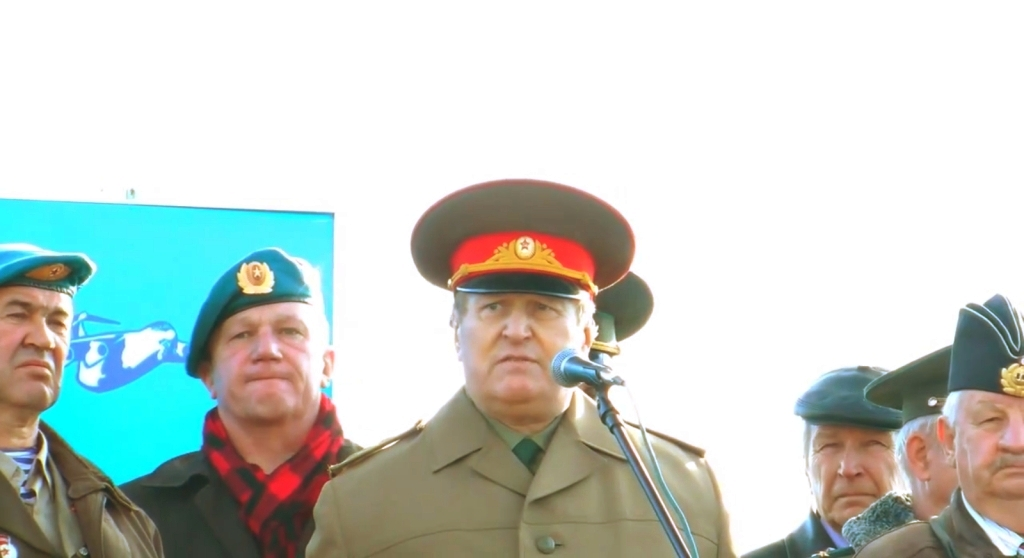
Выступление В. А. Ачалова на митинге «Армия против Сердюкова». Москва, Поклонная гора, 7 ноября 2010 года.

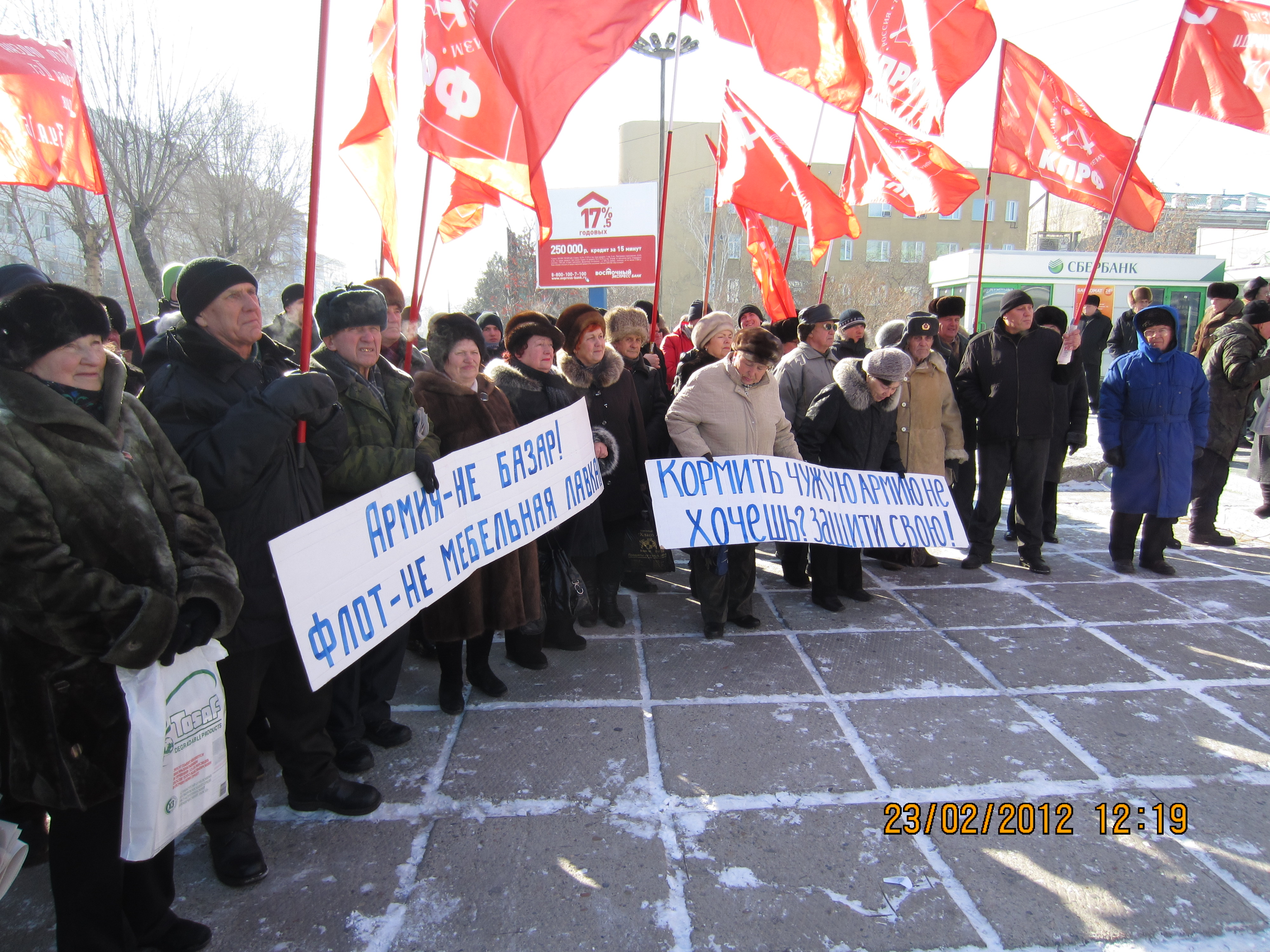
Митинг 23 февраля 2012 года в Благовещенске, одна из главных тем которого была посвящена проблеме Вооружённых сил России (на плакате слева упоминается именно Сердюков).

Сразу после отставки Сердюкова председатель Правительства Российской Федерации Дмитрий Медведев назвал его «эффективным министром обороны», осуществлявшим масштабное реформирование Вооружённых сил, хотя и сопровождавшееся ошибками. По мнению премьера, Сердюков доказал свой профессионализм в ходе «операции по принуждению Грузии к миру в августе 2008 года».
Скорость и радикальность проводимых при Сердюкове в Вооружённых Силах России преобразований вызвали массу крайне противоречивых оценок его деятельности в качестве министра со стороны экспертов, средств массовой информации и военнослужащих.
22 мая 2013 года, выступая в Госдуме РФ, новый министр обороны России Сергей Шойгу отметил наиболее грубые ошибки Сердюкова на посту главы ведомства. Среди них — закрытие ряда военных вузов и сокращение приёма абитуриентов в оставшиеся вузы, что создало острый дефицит военных специалистов в войсках и на флоте; разрушение системы военной медицины, провал оборонного заказа, несвоевременное, с опозданием заключение контрактов с предприятиями военно-промышленного комплекса, из-за чего изделия с долгим технологическим циклом производства не успевали выпустить. Приведённые Шойгу цифры доклада аудитора Счётной палаты В. Богомолова по аудиту бюджета Вооружённых Сил депутаты назвали «убийственными». Анатолий Локоть счёл, что по итогам доклада Шойгу появились юридические основания предъявить Сердюкову уголовное обвинение в развале Вооружённых Сил РФ.
Оппоненты в экспертной среде ставят Сердюкову в вину сугубо менеджерский подход к вопросам, непосредственно затрагивающим безопасность и обороноспособность страны, попытки коммерциализации вооружённых сил, а также неуважительное отношение к офицерскому корпусу, в целом его реформы называют «резкими и непродуманными». Главными пунктами критики в адрес Сердюкова стали сокращение армии, уничтожение корпуса прапорщиков и мичманов без создания разумной его альтернативы, отказ от закупки отечественного вооружения в пользу иностранных образцов, задержки в размещении государственного оборонного заказа, активная распродажа государственной собственности. Альтернативную службу при Сердюкове по всей России проходили лишь чуть более 1 тыс. человек.
24 июня 2013 года стало известно, что Счётная палата выявила нарушения, допущенные Сердюковым при начислении ежемесячного денежного довольствия гидронавтам Главного управления глубоководных исследований Минобороны РФ (подводная разведка), работающим на миниатюрных подводных лодках и батискафах на больших глубинах, в результате чего «чистые» выплаты гидронавтам в 2012 (за вычетом налога НДФЛ) составили от 500 тыс. до 590 тыс. рублей ежемесячно. При этом командир мотострелковой бригады в Сибири и на Дальнем Востоке получал не более 80 тыс. руб. в месяц, а командир авиационной базы стратегических бомбардировщиков в звании полковника — не более 180 тыс. руб. По данным аудиторской проверки, в 2009 году Сердюков незаконно установил гидронавтам повышающий коэффициент к окладу в размере 2,9.
29 июля 2013 года вице-премьер РФ Дмитрий Рогозин возложил на Сердюкова ответственность за развал системы приёмки вооружений, из-за чего происходила поставка некачественных комплектующих на предприятия оборонно-промышленного комплекса.
Маршал Советского Союза Дмитрий Язов: «„лучший“ министр обороны Анатолий Сердюков привёл за собой целый гарем и чуть не угробил армию». Резко отрицательное отношение к деятельности Сердюкова на посту министра обороны выразил и писатель Александр Проханов: «Сердюковщина стала понятием нарицательным, как смердяковщина Достоевского».
Президент Академии геополитических проблем Леонид Ивашов, комментируя в 2007 году назначение Сердюкова министром обороны, назвал решение президента «плевком в лицо» и «унижением армии». По мнению Ивашова, Сердюков может быть хорошим бизнесменом, но «совершенно не понимает роли офицера не только как ответственного за боеготовность и решение конкретных военных задач, но и в социальной сфере». Схожего мнения придерживается руководитель Центра военного прогнозирования Анатолий Цыганок, убеждённый, что «Сердюков не слишком понимает, что творит».
Член общественного совета при Минобороны Виталий Шлыков, напротив, считает Сердюкова «храбрым бухгалтером», которому противостоит «множество жуликоватых генералов, которые просто держатся за кресла». Директор Центра анализа мировой торговли оружием (ЦАМТО) Игорь Коротченко полагает, что представление о Сердюкове как о человеке, далёком от армии и занимающемся исключительно финансово-экономическими проблемами, в корне неверно. Как полагает эксперт, Сердюков «занимается комплексными проблемами, которые сегодня стоят перед российской армией». По мнению писателя и журналиста Леонида Млечина, Сердюков — первый министр обороны, который реально реформирует Вооружённые силы, приводит их в соответствие с современными требованиями.
В ряде критичных по отношению к Сердюкову статей ему даётся кличка — «мебельщик», «фельдмебель» или «фельдмаршал Табуреткин», которая подчёркивает, что министр обороны до 2000 года был директором мебельной компании.
13 февраля 2014 года комитет Госдумы по конституционному законодательству и государственному строительству рекомендовал депутатам не поддерживать инициативу КПРФ о проведении парламентского расследования деятельности Сердюкова на посту министра обороны. Глава комитета Владимир Плигин указал на то, что предмет возможного парламентского расследования полностью входит в состав уголовного дела, которое может быть рассмотрено в суде. Парламентское расследование в Госдуме в отношении Сердюкова так и не было проведено, перед судом экс-министр обороны тоже не предстал.

## Международные санкции
21 апреля 2022 года, на фоне вторжения России на Украину, Сердюков включён в санкционный список Великобритании.
28 июня 2022 года Сердюков попал в санкционный список США против «путинской военной машины» вместе со своей нынешней супругой и двумя детьми (Сергей и Наталья).
19 августа 2022 года включён в санкционный список Канады «элит и близких соратников режима которые являются соучастниками агрессии российского режима против Украины». Под санкции Канады попали также дети Сердюкова.
С 19 октября 2022 года находится под санкциями Украины.

## Личная жизнь

### Семья
Был старшим ребёнком в семье, имеет сестру Галину.
- Первая жена — Татьяна Анатольевна Сердюкова, коммерсант. Вместе с мужем в 1990-е годы являлась акционером ОАО «Мебель-Маркет», числилась совладельцем ООО «Мебель-маркет-магазин № 11». Согласно СПАРК-Интерфакс, была оформлена генеральным директором ООО «Мебель-маркет-магазин № 25»[источник не указан 73 дня].
- Вторая жена (с 2002 года)[17][124][125] — Юлия Викторовна Похлебенина (Зубкова) (1970 г. р.), девелопер. Дочь Виктора Зубкова. Ранее была замужем за Николаем Похлебениным — сыном бывшего первого секретаря Приозерского горкома КПСС Геннадия Похлебенина, тесно связанного с тестем Анатолия Сердюкова по работе. Вместе с первым мужем учредила АОЗТ «Север». Руководила аква-фитнесс-клубом «Парус», дизайн которого был выполнен авторами проектов «Киришинефтеоргсинтез» (компания, связанная с именем Геннадия Тимченко, нынешнего владельца нефтетрейдера Gunvor). В 2006 году Юлия Похлебенина защитила в Санкт-Петербургском гуманитарном университете профсоюзов кандидатскую диссертацию на тему «Правосудие как форма государственной деятельности и юридическая гарантия обеспечения правового статуса личности». В 2010 году Юлия Викторовна заработала в 5 раз больше, чем муж[126]. Весной 2012 года подала на развод, и в конце мая 2012 года были разведены.
- Третья жена — Васильева, Евгения Николаевна.
- Сын от первого брака — Сергей Анатольевич Сердюков. Родился 23 июня 1986 года. Проживал вместе с матерью в Санкт-Петербурге[источник не указан 73 дня]. По данным на 1 октября 2016 года, совладелец банка «Санкт-Петербург» (5,45 % акций)[127].
- Приёмная дочь — Анастасия Николаевна Похлебенина, студентка. Родилась в 1993 году. С 2011 года обучается на юридическом факультете Санкт-Петербургского государственного университета[источник не указан 73 дня]. Владеет лошадьми, увлекается верховой ездой и путешествиями[источник не указан 73 дня].
- Дочь от второго брака — Наталья Анатольевна Сердюкова[124]. Проживает в Великобритании с 2016 года. Обучается на факультете права в University of Kent[источник не указан 425 дней].
- Сестра — Галина Эдуардовна Пузикова (Сердюкова), коммерсант, в едином российском реестре предпринимателей зарегистрирована по специализации «овощеводство». В ноябре 2012 года стало известно, что прокуратура начала проверку по факту приобретения элитной недвижимости в Москве, принадлежащей Пузиковой. Как выяснилось, сестра экс-министра владеет тремя квартирами в столице стоимостью 700 млн руб. и ещё тремя в Санкт-Петербурге. По официальным данным, доход Пузиковой в 2011 году, подлежащий налогообложению, составил всего 240 тыс. руб.[128][129]

Между тем, согласно СПАРК-Интерфакс, Пузикова числится генеральным директором ООО «Мебиус». Адрес данной компании совпадает с адресом ООО «Мебель-маркет-магазин № 11», где работала первая жена Сердюкова. По тому же адресу регистрировалось ООО «Клинлайн», которое принадлежит Пузиковой. Согласно мониторингу государственных контрактов, проведённому Институтом социального развития, в 2006—2010 годах доходы ООО «Клинлайн» составили 375 млн. 728 тыс. 374 рублей — около $13 млн. Госзаказчиками компании выступали ФНС России, Минобороны (министр Сердюков) и Росфинмониторинга (руководитель во время заключения контрактов его тесть В. Зубков). Предметом соглашений стали услуги по уборке помещений и обслуживанию инженерных сетей. В Санкт-Петербурге Пузикова владеет ООО «Автосервис-ММ» и ООО «Техцентр». «Автосервис-ММ» зарегистрирован по адресу ОАО «Мебель-Маркет», её руководителем числился директор ОАО «Мебель-Маркет» А. Тартаковский. В 2011 году ОАО «Мебель-Маркет» было ликвидировано по инициативе его акционеров.
По адресу «Техцентра» зарегистрирована компания «Нева-конкурс». Согласно СПАРК-Интерфакс, с этой частной фирмой заключали контракты на проведение торгов УФНС по Санкт-Петербургу, а также ФГУП «Санкт-Петербургский инженерно-технический центр Федеральной налоговой службы» (данное предприятие возглавлял муж Пузиковой).
- Зять (муж младшей сестры Галины) — Валерий Николаевич Пузиков, в прошлом тракторист[131], ныне бизнесмен. Он, как и Сердюков, выходец из Краснодарского края. В отчётности банка «Санкт-Петербург» на 14 апреля 2011 года в числе акционеров указаны ООО «Инвестпроект» (собственник Пузиков) и ООО «Стрелец-2» (собственник — сын председателя Совета Федерации РФ Сергей Матвиенко). В Санкт-Петербурге при губернаторе Валентине Матвиенко принадлежащее Пузикову ООО «Автоцентр-Союз 021» получило в аренду участок площадью 6593 м² по улице Тельмана «в целях определения возможности проектирования и строительства автосалона, торгово-бытового комплекса». Также ООО получило территорию в 6330 м² в районе улицы Тельмана и переулка Челиева для изыскательных работ под сооружение многоэтажного паркинга. Переулок Челиева, 11 является юридическим адресом ОАО «Мебель-Маркет», ранее принадлежавшего Сердюкову[128]. Зять Сердюкова, по сведениям СПАРК-Интерфакс, до настоящего момента числится учредителем ООО «Мебель-маркет». На ООО «Автоцентр-Союз 021» также оформлена долгосрочная аренда участка площадью 8527 м² на улице Тельмана — юго-восточнее пересечения с Искровским проспектом, где фирма Пузикова планировала постройку паркинга. Согласно Государственной административно-технической инспекции (ГАТИ) Санкт-Петербурга, партнёром фирмы Пузикова является ООО «Стройимпульс СМУ-2», специализирующееся на крупных девелоперских проектах ФСБ, ФНС и Минобороны[источник не указан 73 дня].

Всего супруги Пузиковы владеют более чем 100 объектами недвижимости. Бизнес-интересы семьи Пузиковых не пострадали в результате коррупционного скандала в Министерстве обороны РФ: «паркинги, автосалоны и магазин в Санкт-Петербурге, принадлежащие родственникам Сердюкова, продолжают после скандала исправно работать и обогащать своих владельцев».
В июле 2018 года телеведущий Андрей Малахов и ряд российских СМИ со ссылкой на гостей церемонии сообщили о том, что Сердюков официально развёлся со второй супругой и зарегистрировал брак с Евгенией Васильевой. Сердюков отказался комментировать данный факт журналистам, сославшись на тайну личной жизни, однако добавил: «Пусть это останется на совести тех, кто всё это придумывает».

### Увлечения
Катается на горных лыжах, увлекается рыбалкой и охотой.

## Награды
- Медаль «За заслуги» (ФССП России, 22 ноября 2006 года)[137].
- Почётная грамота Центральной избирательной комиссии Российской Федерации (2 апреля 2008 года) — за активное содействие и существенную помощь в организации и проведении выборов Президента Российской Федерации[138].
- Орден святого благоверного князя Даниила Московского III степени (2009 год, РПЦ)[139].
- Орден Дружбы народов (Белоруссия, 9 декабря 2009 года) — за значительный личный вклад в укрепление мира, дружественных отношений и сотрудничества между Республикой Беларусь и Российской Федерацией[140][141].
- Почётная грамота Совета коллективной безопасности Организации Договора о коллективной безопасности (20 декабря 2011 года) — за активную и плодотворную работу по развитию и углублению военно-политического сотрудничества в рамках Организации Договора о коллективной безопасности[142].
- Отличие «Именное огнестрельное оружие» (4 января 2012, Украина)[143].

## Телевизионные передачи
- Попал в передачу «Человек и закон» от 19.01.2013.
- Фигурант сюжетов телепередачи «Военная тайна» (ряд выпусков, осень 2012 года — зима 2013 года).